# Mats Thulin
Mats Ingmar Thulin, född den 6 januari 1948, är en svensk biolog som är specialiserad på fröväxter. Thulin är verksam som gästprofessor vid Uppsala universitet och har främst varit verksam i Östafrika.
Auktorsnamnet Thulin kan användas för Mats Thulin i samband med ett vetenskapligt namn inom botaniken; se Wikipediaartiklar som länkar till auktorsnamnet.